# Ricky Kasso
Richard Allan Kasso Jr. (Huntington, 29 de marzo de 1967 - Riverhead, 7 de julio de 1984) fue un adolescente estadounidense de diecisiete años que asesinó a Gary Lauwers, su amigo de la misma edad, por motivos satanistas.
Tal hecho fue una noticia sensacionalista en su país a comienzos de los años 1980, debido a que el crimen tuvo lugar en un período donde había mucha preocupación pública sobre los efectos sobre los menores del ocultismo en los juegos de rol y las oscuras letras de la música heavy metal, ambos de moda por ese entonces.

## Biografía
Ricky Kasso vivía en la villa de Northport y era hijo de un entrenador de fútbol americano y una profesora de historia en el instituto local. Definido como un chico rebelde y problemático; había abandonado la escuela, consumía drogas e incluso ocasionalmente las vendía. Razones por las que a menudo era echado de casa debiendo dormir en casas de amigos, plazas o en el bosque.

### Drogadicción
Consumía con sus amigos marihuana, PCP, hachís, mescalina y LSD lo que le valió el apodo de ¨The Acid King¨ (rey del ácido).
Sus padres intentaron internarlo en un hospital psiquiátrico para su desintoxicación, sin embargo los psiquiatras detectaron comportamiento antisocial pero no rasgos de psicosis y concluyeron que no era violento por lo que fue rechazado. Las clínicas de rehabilitación eran casi nulas por entonces.

### Ocultismo
Un año antes del crimen fue arrestado por excavar una tumba colonial en el cementerio del pueblo y participaba de una pandilla poco organizada llamada King´s Blacks con los que festejó la noche de Walpurgis en 1984. Tras su detención, varios periódicos y periodistas de televisión informaron incorrectamente de que el grupo se trataba de un "culto satánico".

### Heavy metal
Ricky Kasso era un fanático del hard rock y el heavy metal, diariamente escuchaba a Black Sabbath, Judas Priest y Ozzy Osbourne. En el momento de su arresto usaba una camiseta de manga larga con el logo en rojo de AC/DC.

## Crimen

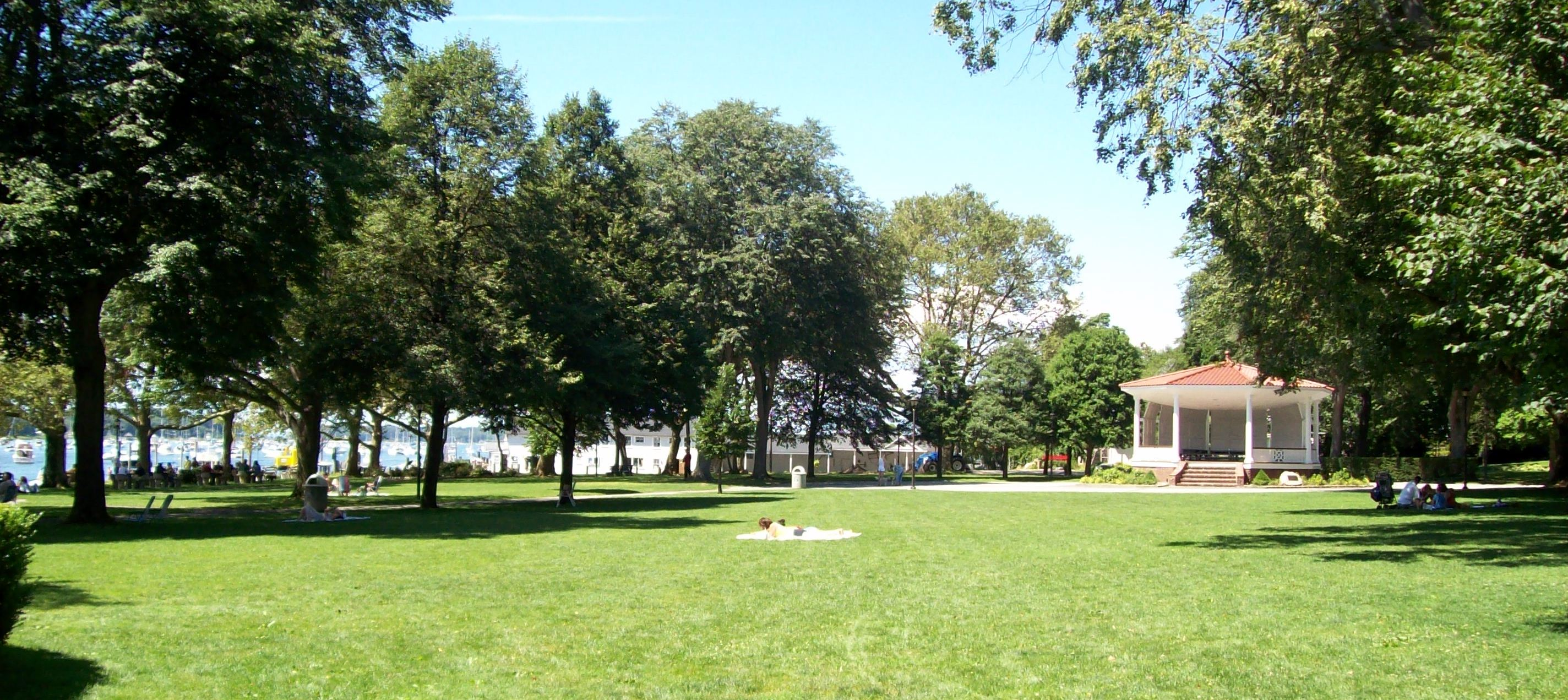
Parque de Northport con la glorieta al fondo, en la actualidad.

El 16 de junio de 1984 Kasso se reunió con Gary Lauwers, Jimmy Troiano y Alberto Quiñones en la glorieta del parque para consumir lo que creían era mescalina, pero en realidad LSD. Se adentraron al bosque y más tarde durante la noche se desató una pelea entre Kasso y Lauwers terminando en la muerte de este último tras 32 puñaladas. Durante el ataque, supuestamente Kasso ordenó a Lauwers "decir que amas a Satanás" a lo que este se negó y dijo "Amo a mi madre". Luego Kasso, Troiano y Quiñones cubrieron el cuerpo de Lauwers con ramas y hojas y se fueron.

## Investigación, arresto y secuelas
El 4 de julio la policía recibió una llamada anónima que denunció haber encontrado un cuerpo en el bosque y esta se adentró para encontrar el cadáver ese mismo día. Al día siguiente la policía detuvo a los tres jóvenes más conocidos por su relación con las drogas y vandalismos, coincidentemente vinculados a la víctima; Troiano, Kasso y Quiñones.
La prensa esperó la llegada de los detenidos en la comisaría y Kasso confesó el crimen en el primer interrogatorio.

## Declaraciones y juicio
Según James Troiano la pelea que mantuvieron Kasso y Lauwers se debió a un conflicto anterior en el cual Lauwers le había robado drogas a Kasso, este último saco una navaja y lo apuñaló con ensañamiento.
Alberto Quiñones declaró que Troiano ayudó a Kasso en el asesinato sujetando a la víctima, pero luego lo negó durante su testimonio en el juicio.
Kasso confesó que se ensañó con Lauwers y lo obligó a decir que amaba a Satanás (lo que no hizo la víctima) inconscientemente debido al efecto de las drogas, pero irónicamente, dijo que al terminar un cuervo graznó y lo identificó como una aceptación del crimen por Satán. Dos días después, el 7 de julio, se suicidó en su celda ahorcándose con los cordones de sus zapatillas.
En abril de 1985 se realizó el correspondiente juicio; Troiano y Quiñones fueron imputados de asesinato en segundo grado pero al final resultaron absueltos por el beneficio de la duda, ya que el juez resolvió que, debido a que ambos estaban drogados, ninguno recordaría lo que pasó aquella noche y no podría probarse su participación en el homicidio.